# Richard Walker
Richard Edward Walker (de Truxford où est basée son entreprise de transports près de Newark, dans le district de Nottinghamshire) est un pilote de course britannique, essentiellement à bord de camions.

## Biographie
Fils d'une famille de transporteurs depuis la fin du premier conflit mondial, il débute en go-kart à l'âge de 10 ans, passant sur voitures de course dès 17 en devenant rapidement le champion de rallyes des Midlands de l'Est.
Commençant les courses de poids lourds en 1984, il remporte à trois reprises le Championnat d'Europe de courses de camions, en 1985 en Classe B (sur Leyland, lors de la première édition), puis 1991 et 1992 en Classe A (les deux fois avec un Volvo White Aero), terminant encore vice-champion en 1987 (sur Leyland en Classe B), ainsi que 3e en 1986 (aussi sur Leyland en Classe B) et 1988 (sur Kenworth W900 -de 560kW- en Classe C).
Il subit un important accident au circuit de Silverstone en août 1988, son camion Kenworth étant alors littéralement découpé en trois parties.
Ses deux fils ont également pratiqué la compétition, notamment en Formule Ford, lui-même s'adonnant sur le tard à la Volkswagen Cup britannique sur Golf Mk IV 2.8L. V6 (durant la deuxième partie des années 2000, avec quelques victoires à la clé).